# Antonio Mazzarino
Antonio Mazzarino (Catania, 7 luglio 1923 – Roma, 15 aprile 1999) è stato un politico, latinista e filologo classico italiano.

## Biografia
Fratello minore dello storico Santo Mazzarino, si laureò alla Sapienza di Roma dove fu allievo di Gino Funaioli. Collaboratore di Concetto Marchesi ed Ettore Paratore, completò l'edizione critica dei frammenti dei grammatici latini, intrapresa dal suo maestro Funaioli.